# Packard Hawk

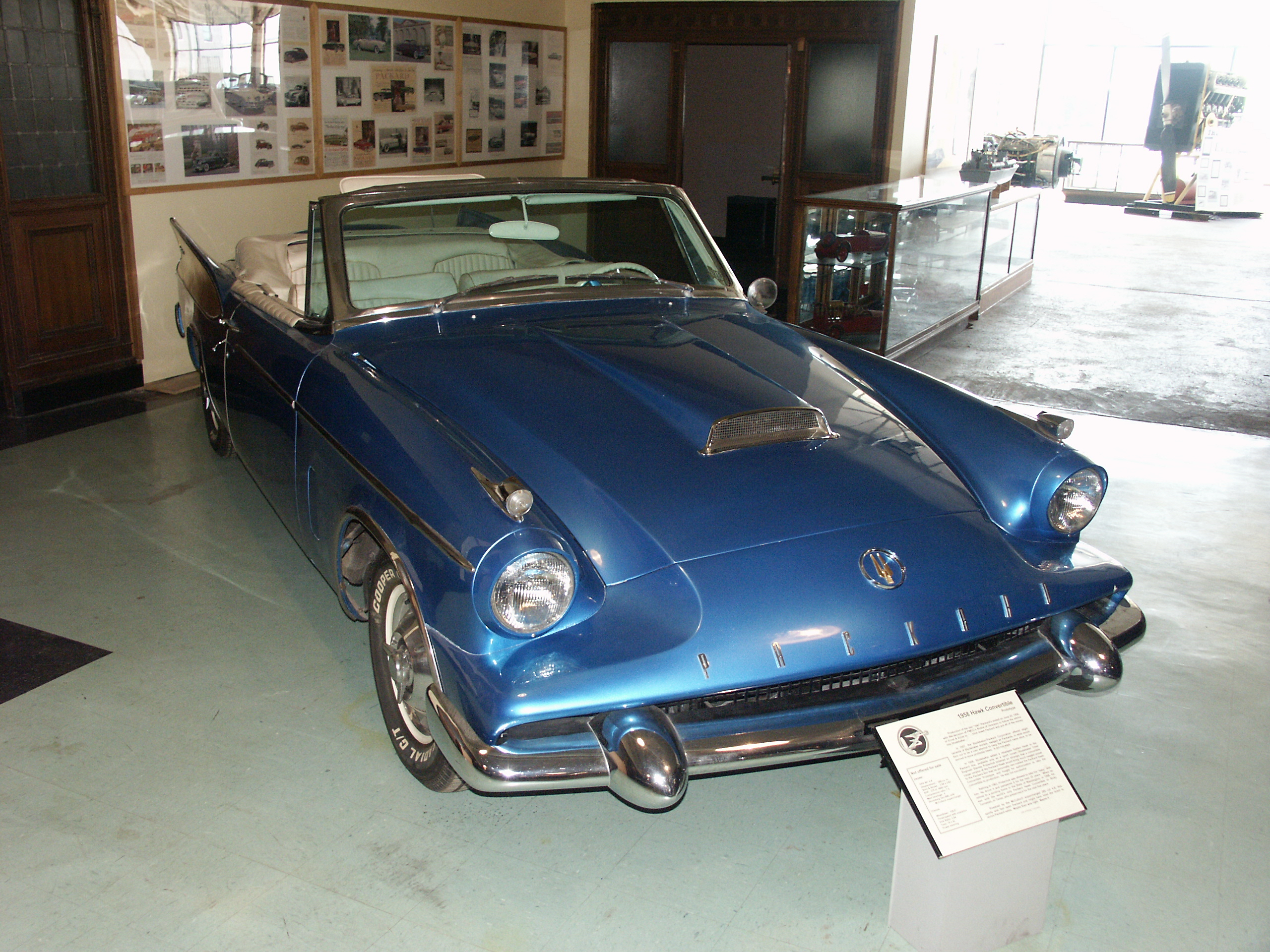
Packard Hawk

Packard Hawk var en bilmodell producerad endast ett år, 1958. Det anrika bilmärket Packard upphörde med egna modeller redan två år tidigare, 1956, men namnet skulle överleva på modifierade Studebakermodeller ytterligare en tid. Hawk var en variant på Studebakers lyxbil "Golden Hawk", men med kontroversiell och mycket speciell styling. Högklassig läderklädsel och åtskillig lyxutrustning var standard liksom kompressormatad V8-motor av Studebakers konstruktion på 275hk. Bilden till höger visar en ombyggd bil, någon öppen version fanns inte bland de 588 bilar som tillverkades av 1958 års modell. Den enda versionen var en två dörrars hard top coupe. Skillnaden mot motsvarande Studebaker låg i utseendet och vissa utrustningdetaljer. Detta sätt at dela kaross mellan märken är ju vanligt 2012, men var ovanligt då.